# 옥마역
옥마역(玉馬驛)은 남포선의 철도역이다. 인근 보령탄전에 남아 있는 무연탄을 남포역으로 실어 나르는 역할을 하였으나, 2009년 12월 28일 남포선의 폐선에 따라 함께 폐역되었다.
폐역 직후 역사, 저탄장 및 종축장을 포함한 구내 시설물은 모두 철거되었으며, 이 자리에는 보령시 최초의 대중 골프장인 '대천웨스토피아CC'가 2011년 5월 28일 개장하였다.

## 연혁
- 1964년 12월 30일 : 남포선 남포~옥마 구간 완공
- 1965년 6월 1일 : 남포선 영업 개시에 따라 옥마역 영업 개시[2]
- 1977년 5월 16일 : 수소화물 취급 중지
- 1983년 12월 10일 : 옥서삼각선 영업 개시
- 1992년 6월 16일 : 민수용 무연탄도착취급역 지정[3]
- 1992년 9월 18일 : 현 역사 준공
- 2000년 12월 1일 : 무배치간이역으로 격하[4][5]
- 2009년 10월 31일 : 화물 취급 중지[6]
- 2009년 12월 28일 : 남포선 폐선과 함께 폐역[7]

## 참고 문헌
1. ↑  보령 첫 골프장 ‘대천웨스토피아CC’ 내달 개장, 《아시아경제》 2011년 4월 22일
2. ↑  철도청 고시 제142호(1965.05.22)
3. ↑  대한민국관보 철도청고시 제1992-18호, 1992년 6월 13일
4. ↑  대한민국관보 철도청고시 제2000-45호, 2000년 11월 24일
5. ↑  단, 2001년 11월 9일 대한민국관보 천안지역관리역공고 제2001-1호에는 2001년 12월 1일로 관인폐기 기재
6. ↑  대한민국관보 국토해양부고시 제2009-1006호, 2009년 10월 20일
7. ↑  국토해양부공고 제2009-1075호, 2009년 12월 28일.